# قضاء الموفقية
قضاء الموفقية: هو أحد الأقضية التابعة لمحافظة واسط في العراق ويقع على الجانب الغربي لنهر الغرّاف وإلى الشمال من مدينة الحي بمسافة(20) كم وجنوب مدينة الكوت بنحو (25) كم، وهو يحاذي من ناحيته الغربية منطقة آل بدير التابعة إلى محافظة الديوانية ومن الجنوب الغربي ناحية الفجر التابعة إلى محافظة ذي قار وتبلغ مساحة هذا القضاء حوالي (1085) كم2.